# Доронін Іван Васильович
Іва́н Васи́льович Доро́нін (рос. Иван Васильевич Доронин; 5 травня 1903 — 2 лютого 1951) — радянський військовий і полярний льотчик, полковник, Герой Радянського Союзу (1934).

## Життєпис
Народився в селі Каменка, нині Пугачовського району Саратовської області Росії, в селянській родині. Росіянин. Навчався в школах села Берьозово і міста Балаково тієї ж області.
У 1920 році призваний на військову службу, яку проходив на Балтійському флоті. Закінчив курси флотських техніків, влітку 1921 року виходив у море на міноносці «Усурієць», згодом навчався у військово-морському училищі.
У 1924 році відряджений до Єгор'євської теоретичної авіаційної школи, у вересні того ж року переведений до Севастопольської військової авіаційної школи морських льотчиків, яку закінчив 1925 року. Проходив службу у ВПС Чорноморського флоту, згодом — льотчик-інструктор Севастопольської ВАШМР.
З 1930 року — пілот Цивільного повітряного флоту СРСР (ЦПФ СРСР): як командир транспортного літака, здійснював регулярні авіарейси за маршрутом Іркутськ — Якутськ — Бодайбо; першим проклав повітряну трасу з Іркутська до Усть-Среднєкана на Колимі, у важких метеоумовах здолавши на шляху Верхоянський хребет. 1930 року брав участь в експедиції, яка досліджувала Карське море.
Для участі в експедиції з врятування «челюскінців» разом з М. В. Водоп'яновим і В. Л. Галишевим у надскладних метеоумовах здійснив переліт Хабаровськ — Ванкарем протяжністю близько 6000 км.
У 1939 році закінчив інженерний факультет Військово-повітряної академії імені М. Є. Жуковського.
У 1939—1940 роках — начальник льотно-випробувальної станції (ЛВС) авіаційного заводу № 1 (м. Москва). У 1940—1947 роках — начальник ЛВС авіаційного заводу № 301 (м. Хімки Московської області).
У 1947 році полковник І. В. Доронін вийшов у відставку. Продовжував працювати на авіаційному заводі № 301 заступником начальника ЛВС з льотної частини.
Мешкав у Москві, де й помер. Похований на Новодівочому цвинтарі.

## Нагороди
Указом ЦВК СРСР від 20 квітня 1934 року за мужність і героїзм, виявлені при врятуванні «челюскінців», полярному льотчику Дороніну Івану Васильовичу присвоєне звання Героя Радянського Союзу. Після встановлення знаку особливої відзнаки, 4 листопада 1939 року йому було вручено медаль «Золота Зірка» (№ 7).
Нагороджений двома орденами Леніна (20.04.1934, 05.11.1946), орденами Червоного Прапора (30.04.1945), Вітчизняної війни 1-го ступеня (19.08.1944), Червоної Зірки (03.11.1944) і медалями.

## Вшанування пам'яті
Ім'ям Івана Дороніна названо вулиці в містах Астрахань, Москва (Росія), Севастополь (Україна).
Його ім'я також носить середня школа в місті Балаково (Саратовська область, Росія).